# Venio Losert
Venio Losert (* 25. Juli 1976 in Zavidovići, Jugoslawien) ist ein ehemaliger kroatischer Handballspieler. Losert spielte als Torwart. Im Jahr 1998 wurde er zu Kroatiens Handballer des Jahres gewählt.

## Vereinskarriere
Venio Losert kam früh in die Jugendakademie von Badel Zagreb, wo er schließlich auch in der ersten kroatischen Liga debütierte. Mit Zagreb wurde er in den Jahren 1993, 1994, 1995, 1996, 1997, 1998 und 1999 kroatischer Meister und Pokalsieger sowie 1992 und 1993 Gewinner der EHF Champions League. 1999 suchte er eine neue Herausforderung und wechselte in die spanische Liga ASOBAL zu Garbel Saragossa, von wo er ein Jahr später zu Teka Cantabria ging. Wiederum nach nur einem Jahr wechselte er zu BM Granollers. Hier blieb er drei Jahre, bis er 2004 zu Portland San Antonio wechselte. Mit diesem Verein gewann er die spanische Meisterschaft 2005. Er heuerte 2006 bei Frigoríficos del Morrazo Cangas an, ehe er 2006 beim Spitzenclub FC Barcelona landete. Dort gewann er 2006/07 den spanischen Supercup sowie die Copa del Rey. Im Sommer 2009 wurde sein Vertrag beim FC Barcelona nicht verlängert. Im Dezember 2009 nahm ihn der französische Erstligist US Créteil HB unter Vertrag. Ab 2010 spielte er für Ademar León. Nach zwei Jahren in León unterschrieb Losert einen Vertrag beim dänischen Erstligisten KIF Kolding. Im November 2012 wechselte er zum polnischen Verein KS Kielce. Mit Kielce gewann er 2013 und 2014 die polnische Meisterschaft sowie den Pokal. Zur Saison 2014/15 wechselte er zu Montpellier AHB, wo er Thierry Omeyer ersetzte.

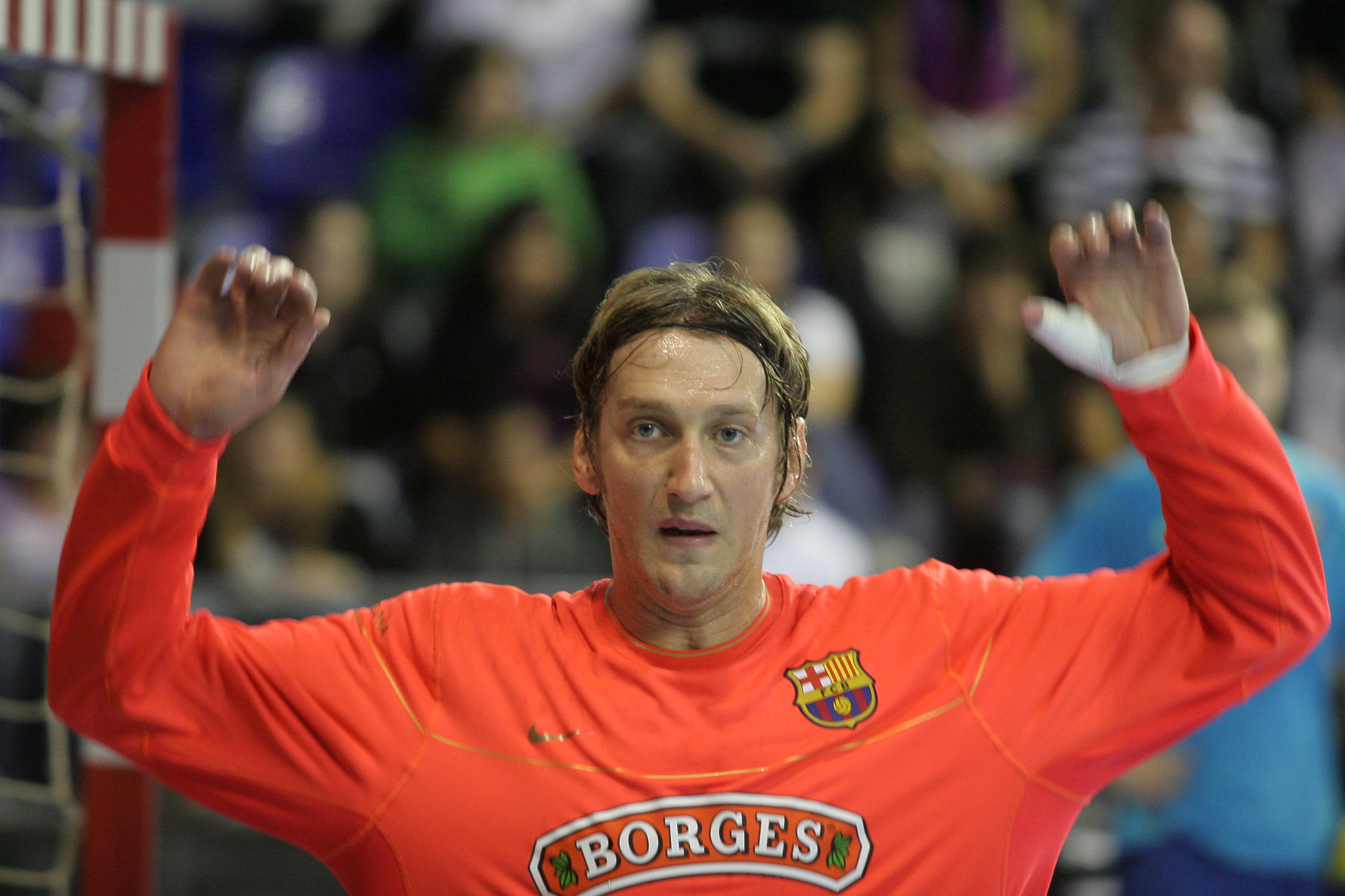
Venio Losert

## Auswahlmannschaften
Losert ist mit 221 Länderspielen für die kroatische Nationalmannschaft Rekordtorhüter seines Landes. Bei den Olympischen Spielen 1996 in Atlanta und den Spielen 2004 in Athen holte er mit seinem Team jeweils die Goldmedaille, bei der Weltmeisterschaft 1995, der Weltmeisterschaft 2005 und der Weltmeisterschaft 2009 jeweils Silber; bei der Weltmeisterschaft 2003 gewann er mit Kroatien die Goldmedaille.
Bei der Eröffnungsfeier der Olympischen Sommerspiele 2012 war Losert der kroatische Fahnenträger. Bei diesen Spielen gewann er die Bronzemedaille.

## Trainer
Als Torwarttrainer betreute er KC Veszprém und die kroatische Nationalmannschaft. Bei den Mittelmeerspielen 2022 errang er mit der ägyptischen Nationalmannschaft die Silbermedaille.